# Villacibio
Villacibio ist ein spanischer Ort in der Provinz Palencia der Autonomen Gemeinschaft Kastilien und León. Der Ort gehört zur Gemeinde Aguilar de Campoo, er liegt elf Kilometer südöstlich vom Hauptort der Gemeinde. Villacibio ist über die Straße PP-6200 zu erreichen.

## Sehenswürdigkeiten
- Mittelalterliche Felsenkirche San Pelayo
- Kirche San Miguel, erbaut im 16. Jahrhundert

## Weblinks

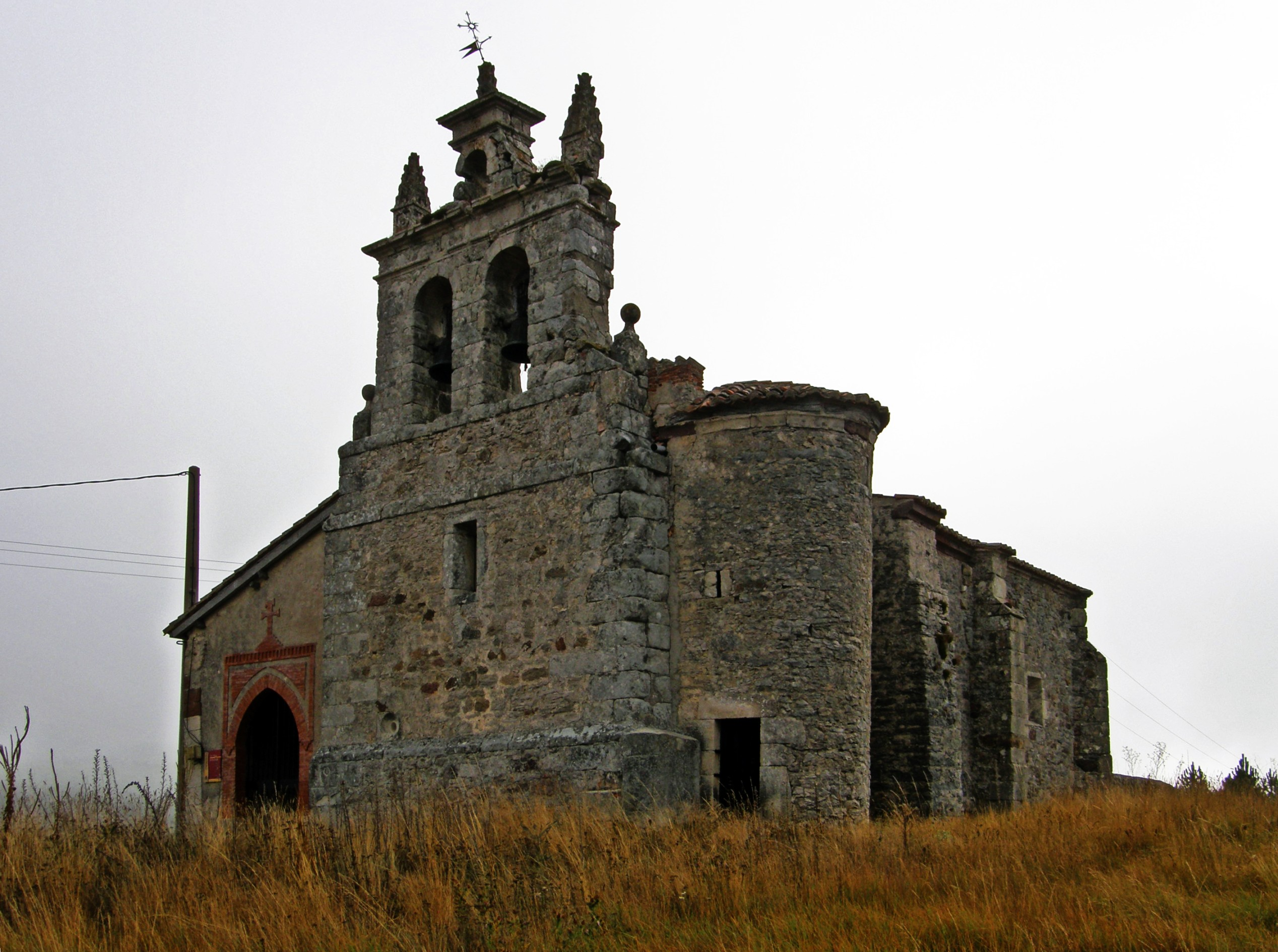
Kirche San Miguel